# Personaggi de La vita secondo Jim
Questa voce contiene un elenco dei personaggi presenti nella situation comedy La vita secondo Jim.

## Personaggi principali

### Jim
James "Jim" Orenthal è interpretato da Jim Belushi.

### Cheryl
Cheryl Paola Mabel è interpretata da Courtney Thorne-Smith.

### Dana

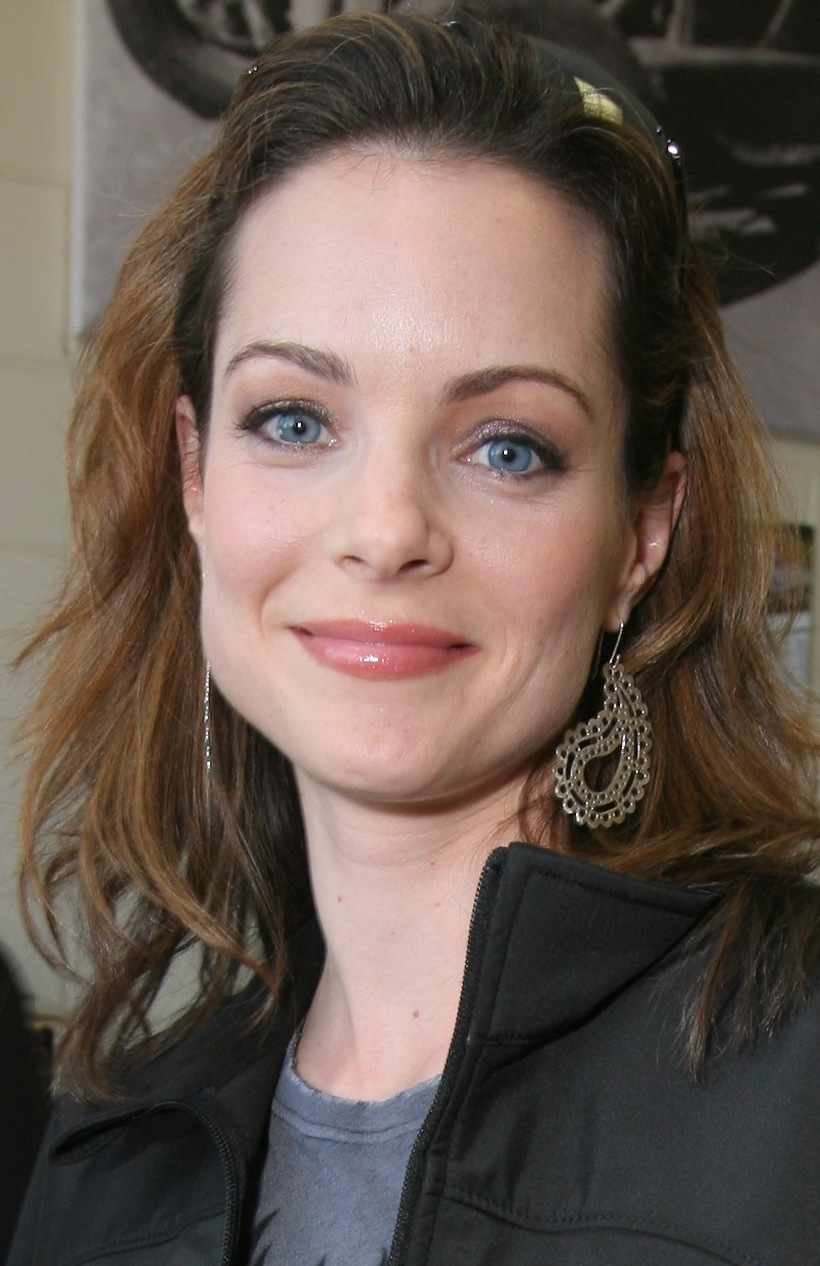
Kimberly Williams-Paisley interpreta Dana

Dana Mabel è interpretata da Kimberly Williams-Paisley.
È presente nella serie per le prime sette stagioni, salvo poi ritornare come guest star nell'ultimo episodio dell'ottava e ultima stagione. Dana è la sorella minore di Cheryl e maggiore di Andy. Ha meno di trent'anni, ed è una giovane e bella ragazza, anche se il suo maggior cruccio è quello di essere ancora single. Infatti, nonostante non le manchino i corteggiatori, ogni sua relazione sentimentale ha breve durata, dato che ogni volta, dopo poco tempo, i fidanzati di turno rompono con lei, spaventati da alcuni tratti spigolosi del suo carattere (uno su tutti il sarcasmo).
Questo suo insuccesso con l'altro sesso è quasi una costante oltreché motivo di umorismo da parte di tutti i suoi familiari; persino sua madre Maggie, non senza vergogna da parte di Dana, si adopera per cercare di procurarle qualche appuntamento con i più disparati uomini, nella speranza di vederla finalmente sistemata. Questo "calvario" sentimentale termina quando Cheryl le presenta il suo ginecologo, Ryan Gibson, con cui finalmente Dana trova sicurezza e stabilità diventandone prima fidanzata e poi moglie, mettendo su famiglia con due bambini: prima arriva Tunner, seguito poi da un bambino di cui non viene rivelato il nome. Ha un ottimo rapporto con la sorella maggiore Cheryl: dato che spesso Dana fa da babysitter ai suoi tre nipoti Ruby, Gracie e Kyle, le due sorelle passano molto tempo assieme, confidandosi e consigliandosi a vicenda su ogni argomento o decisione, e Dana è sempre di aiuto a Cheryl ogni volta che le due vogliono smascherare i misfatti compiuti da Jim e Andy.
Pur tra saltuari screzi, ha un buon rapporto anche con suo fratello Andy, mentre ha un pessimo rapporto con suo cognato Jim: tra i due non corre buon sangue, dato che Dana non l'ha mai ritenuto all'altezza di sua sorella Cheryl, e ogni loro incontro si trasforma inevitabilmente in una sottile battaglia fatta di battute sarcastiche e insulti gratuiti. Nonostante tutto, però, in diverse occasioni viene mostrato come Dana, in fondo, voglia bene a Jim, dato che sa che comunque, nel bene e nel male, riesce a rendere felice Cheryl.
La carriera lavorativa di Dana è inizialmente complicata come la sua vita sentimentale. Da sempre impiegata nel settore pubblicitario, inizialmente appare votata unicamente alla carriera (in tal senso divertendosi, a volte, a prendere in giro Jim circa i loro differenti guadagni), ma poi si ritrova improvvisamente disoccupata e senza soldi (e stavolta è Jim a rinfacciarle la disparità); infine il reverendo Pierson, tramite una sua amica, riesce a procurarle un altro impiego nello stesso campo, che mantiene con successo per il resto della serie.
Da piccola, Dana non ha ricevuto molte attenzioni dai genitori, che hanno sempre prediletto la più grande Cheryl. Più volte viene fuori come Dana sia cresciuta nell'ombra della sorella maggiore, ad esempio fidanzandosi molte volte coi suoi ex ragazzi; per tale ragione, Dana cova a volte rancore nei confronti della sorella maggiore per essere spesso la "seconda scelta" in confronto a lei, ma alla fine le due hanno sempre fatto pace. Inizialmente, infatti, Dana non ha un rapporto molto facile con la madre, poiché questa la assilla continuamente perché trovi marito. Da piccola inoltre era una ribelle, insofferente all'autorità dei genitori; come rivela lei stessa a Jim, supportata suo malgrado da Andy, sia lei che Cheryl al liceo erano due ragazze "facili".

### Andy

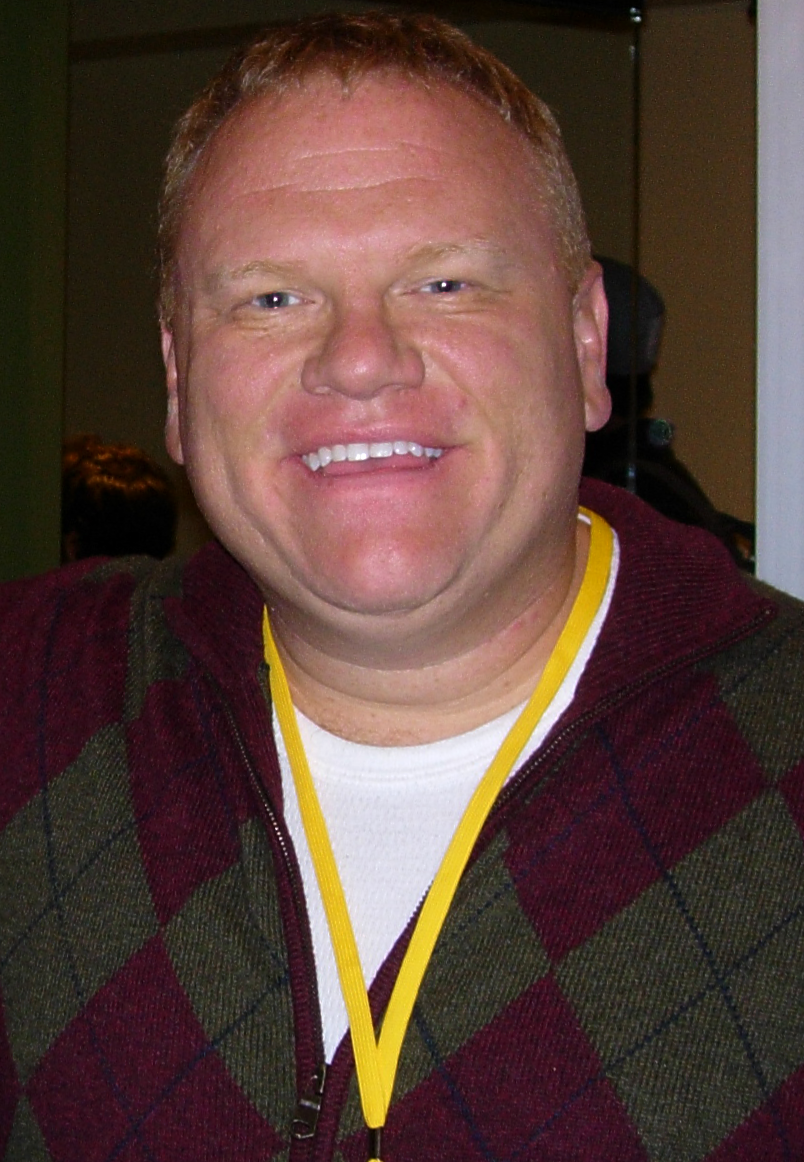
Larry Joe Campbell interpreta Andy

Andy, diminutivo di Andrew Mabel, è interpretato da Larry Joe Campbell.
Andy è il fratello minore di Cheryl e Dana. Ha circa trent'anni, è decisamente sovrappeso e particolarmente goloso, è single, nonostante non perda mai occasione per corteggiare qualsiasi donna incontri. Andy è un architetto, laureato alla Stanford University, e lavora insieme a suo cognato e socio Jim nella loro impresa di costruzioni, la Ground Up Design. Con il tempo, da semplici parenti e colleghi di lavoro Andy e Jim sono diventati migliori amici: proprio questa stretta amicizia finisce sempre per coinvolgere Andy in qualche disastro combinato da Jim. Di carattere introverso, pigro, sfortunato, debole, codardo, molto ingenuo, goffo e infantile, ma soprattutto onesto, intelligente e socievole, Andy si è dimostrato spesso succube delle due sorelle più grandi, Cheryl e Dana, che infatti ogni volta che vogliono scoprire in quale guaio si sia cacciato Jim, non esitano a "torturare" il povero fratello per ottenere informazioni.
Andy si dimostra a volte vittima anche dei nipoti; in particolare, Gracie è quella con cui pare essere sempre in conflitto, e con cui non perde occasione per punzecchiarsi (sulla falsariga di ciò che accade tra Jim e Dana). Al contrario, Kyle lo stima molto (anche più di Jim) poiché hanno in comune la passione per i supereroi. La vita sentimentale di Andy appare sempre molto problematica (in mezzo c'è anche un brevissimo matrimonio a Las Vegas con Roxanne, la sorella di Jim), ma nelle ultime stagioni della serie Andy riesce finalmente a trovare un po' di stabilità: prima conosce Emily, una donna divorziata e madre, con cui arriva ad un passo dalle nozze, fino a quando lei non lo lascia inaspettatamente e senza spiegazioni; comunque Andy poco dopo incontra Mandy, l'insegnante di piano di Ruby, con cui avvia una relazione che, alla fine della serie, sembra presagire il matrimonio tra i due.
L'infanzia di Andy non è stata molto felice: suo padre era molto severo con lui mentre le sorelle più grandi (soprattutto Dana) lo bulleggiavano continuamente. Sua madre era l'unica a ricoprirlo di attenzioni, forse troppe, visto che crescendo Andy è diventato praticamente un "mammone". Inoltre, fin da piccolo, Andy era preso in giro e scansato dai coetanei, non avendo molta fortuna in rapporti di amicizia o di amore. In vari episodi, si evince che Andy una volta fosse molto più magro, addirittura noto come "Andy lo smilzo" ma che sia diventato così grasso sfogando nel cibo le molte delusioni sentimentali, sebbene spesso sembra siano solo sue illazioni per non prendersi la responsabilità della propria obesità. Come l'amico Jim, anche Andy è appassionato di musica blues, e fa parte della band musicale del cognato, in cui suona la tastiera.
Nel corso della serie, Andy si rivela lo stereotipo del nerd: oltre ad essere, come già detto, introverso e con una scarsa vita sociale, è un appassionato di fantascienza, tecnologia e giochi di ruolo.

### Ruby
- Ruby Orenthal (stagioni 1-8), interpretata da Taylor Atelian, doppiata da Lilian Caputo. È la figlia maggiore di Jim e Cheryl, intelligente ed educata. Ha lo stesso carattere della madre.

### Gracie
- Gracie Orenthal (stagioni 1-8), interpretata da Billi Bruno, doppiata da Lucrezia Marricchi. È la figlia minore di Jim e Cheryl, disobbediente e insofferente all'autorità dei genitori. Ha lo stesso carattere del padre.

### Kyle
- Kyle Orenthal (stagioni 1-8), interpretato dai gemelli Connor e Garret Sullivan (stagioni 1-3), da Conner Rayburn (stagioni 4-8) e da Robert Belushi da adulto. È il figlio più piccolo di Jim e Cheryl, coccolato da Jim poiché è l'unico figlio maschio della famiglia (per le prime 7 stagioni). Ha un carattere che si potrebbe definire la combinazione di quelli del padre e dello zio ed è mancino.

## Personaggi secondari
- Maggie (stagioni 1-5), interpretata da Kathleen Noone, doppiata da Graziella Polesinanti. È la madre di Cheryl, Dana e Andy. Vive in Florida, ma periodicamente torna a Chicago a far visita ai suoi figli e nipoti. Ha un buon rapporto con Jim e spinge continuamente Dana e Andy a sposarsi.
- Dan "Danny" Michalsky (stagioni 1-8), interpretato da Dan Aykroyd, doppiato da Roberto Pedicini. È un poliziotto, ma soprattutto il miglior amico di Jim ai tempi del college, che ha contribuito all'unione tra Jim e Cheryl durante la loro giovinezza.
- Laraine Elkin (stagioni 2-3), interpretata da Laraine Newman. È una poliziotta, collega di Danny, che con l'aiuto di Jim e Cheryl diventerà poi sua moglie.
- Gaylord Pierson (stagioni 2-3), interpretato Chris Elliott, doppiato da Stefano Benassi. È il reverendo della parrocchia. Jim e Pierson si conoscono fin dai tempi della scuola, e non si sono mai presi in simpatia.
- Tim Devlin (stagioni 2-6), interpretato da Tim Bagley, doppiato da Roberto Certomà. È, insieme alla moglie, un amico di Jim e Cheryl, anche se loro non li sopportano. Lui e la moglie si lasciano, in seguito Tim inizia a frequentare una ragazza più giovane.
- Cindy Devlin (stagioni 2-6), interpretata da Cynthia Stevenson, doppiata da Alessandra Korompay. È la moglie di Tim, lei e il marito, senza accorgersene, sono insopportabili agli occhi di Jim e Cheryl, a causa dei loro comportamenti bizzarri. Quando Tim lascia Cindy, lei frequenta per un breve periodo Andy. In seguito alla loro rottura, Tim diventa una persona normale, affermando che era Cindy la radice dei loro strani atteggiamenti.
- Roxanne Orenthal (stagioni 2-3), interpretata da Jennifer Coolidge. È la scapestrata sorella di Jim che vive a Las Vegas, con cui lui ha rotto da tempo i contatti.
- Ryan Gibson (stagioni 4-6, guest 8), interpretato da Mitch Rouse, doppiato da Fabrizio Pucci (stagione 4) e da Stefano Benassi (stagioni 5-8). È il ginecologo di Cheryl, ma presto diventa il fidanzato e poi marito di Dana. Jim lo chiama spesso Doc.
- Emily (stagioni 7-8), interpretata da Mo Collins, doppiata da Sabrina Duranti. È la fidanzata di Andy.
- Mandy (stagione 8), interpretata da Jackie Debatin, doppiata da Francesca Guadagno. È l'insegnante di piano di Ruby e anche la nuova fidanzata e futura moglie di Andy.
- Tony, John, Charlie, Willie, Beltzman e Chris (stagioni 1-8), interpretati rispettivamente da Tony Braunagel, John Rubano, Charlie Hartsock, Willie Amakye, Mark Beltzman e Christopher Moynihan. Sono gli amici che suonano nella band musicale di Jim,[3] tutti follemente infatuati di Dana.

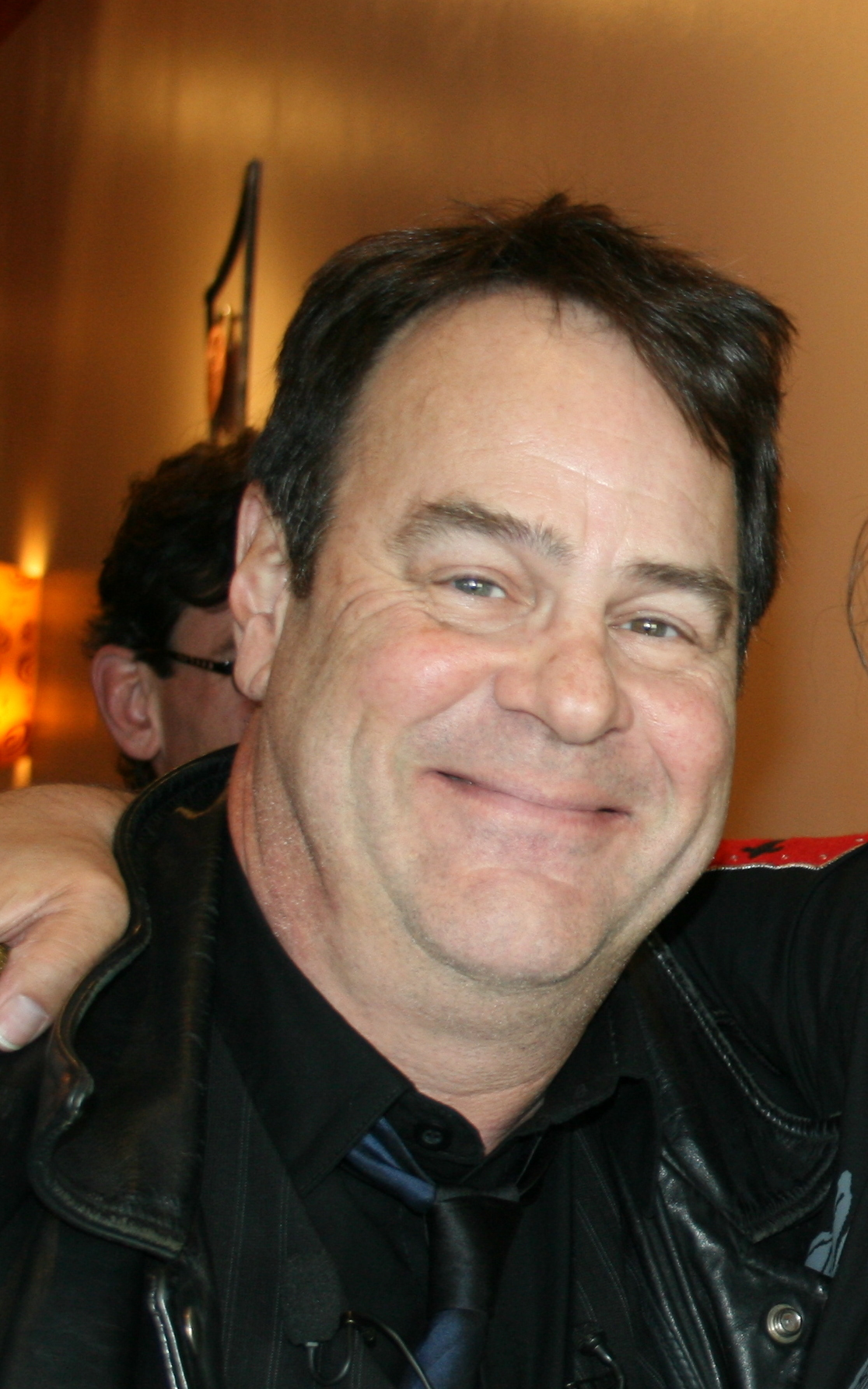
Dan Aykroyd interpreta Dan "Danny" Michalsky
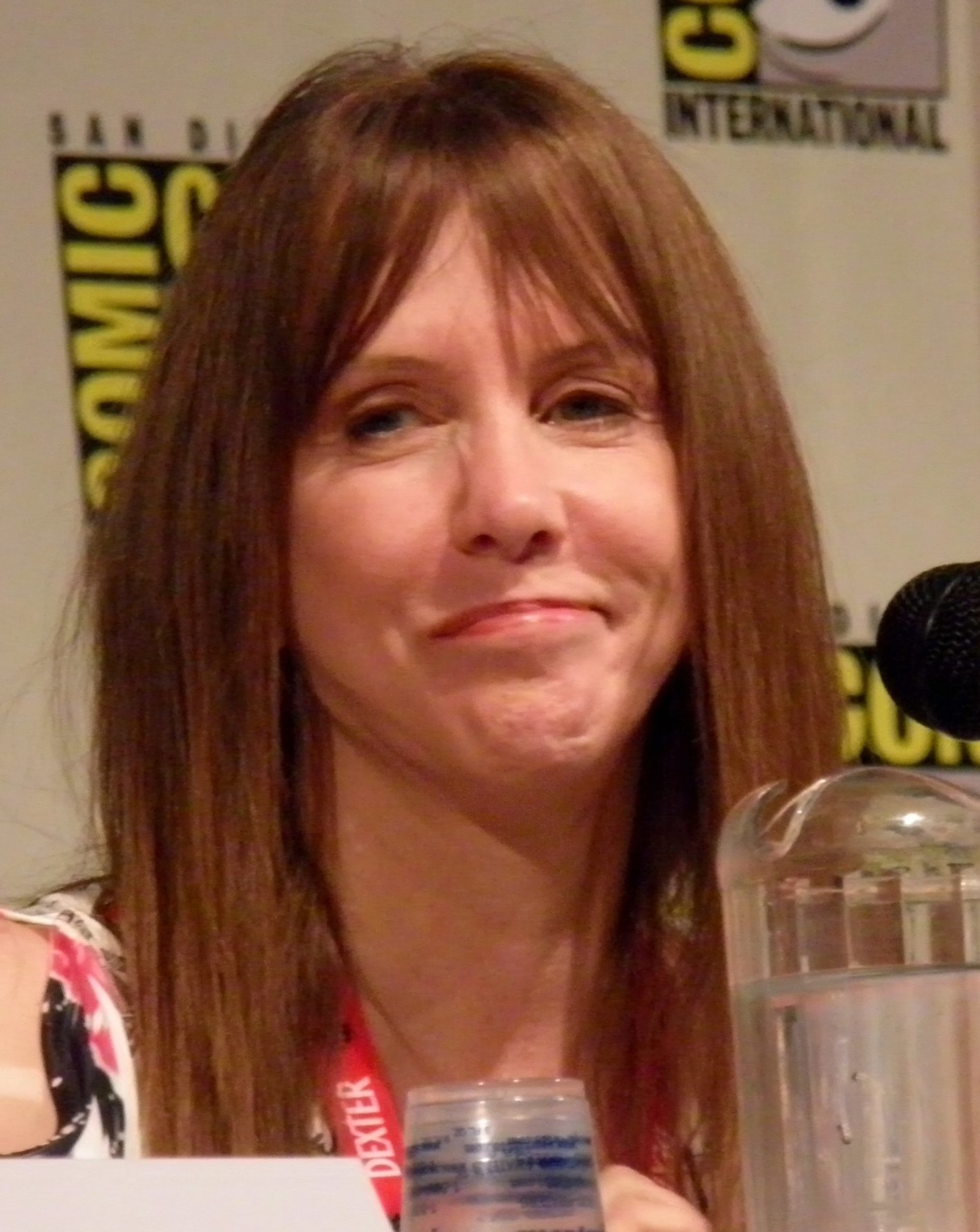
Laraine Newman interpreta Laraine Elkin
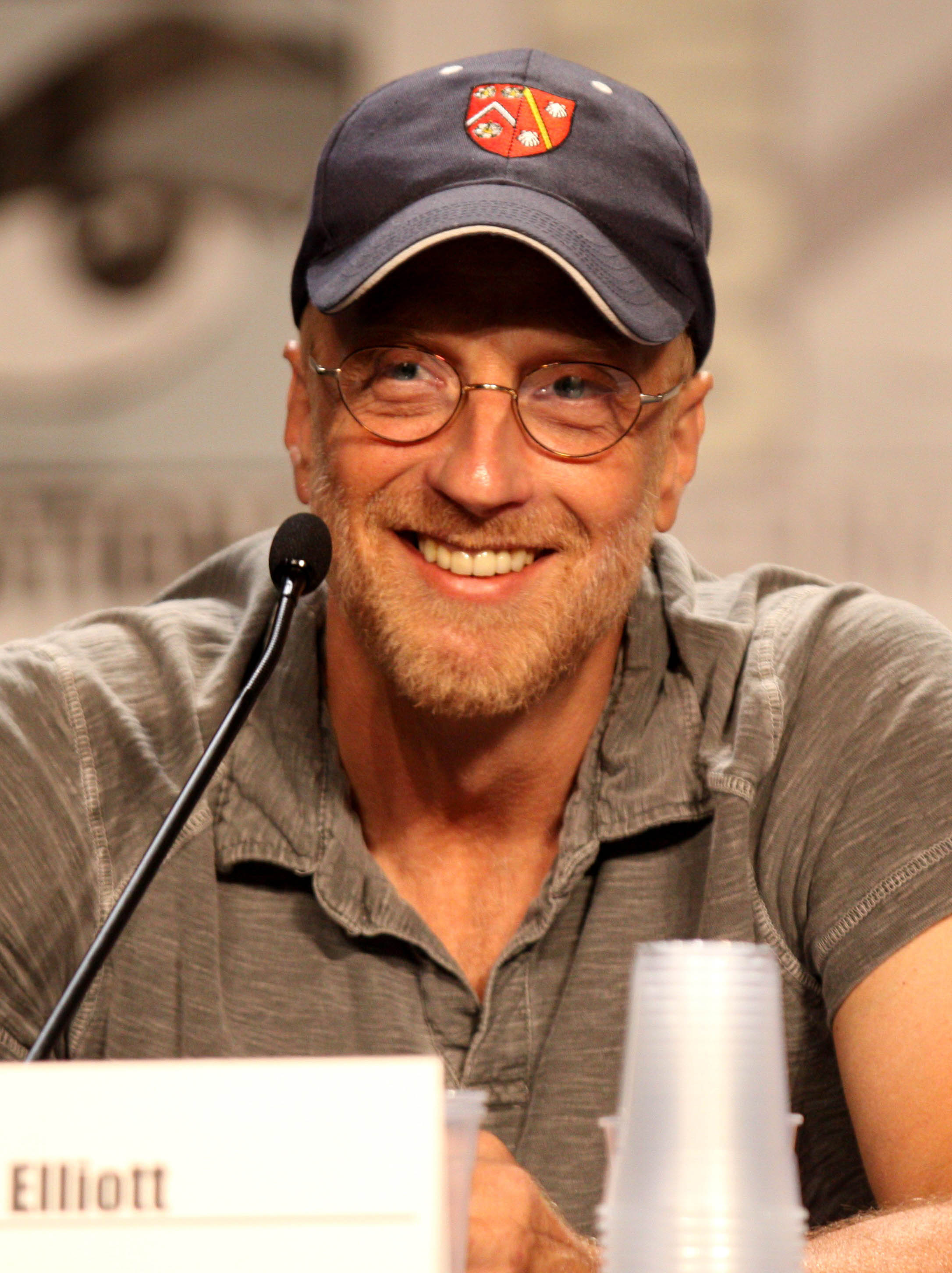
Chris Elliott interpreta Gaylord Pierson
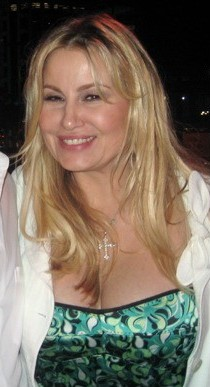
Jennifer Coolidge interpreta Roxanne

## Guest star
- Brian Urlacher nel ruolo di sé stesso nell'episodio Niente sorprese della prima stagione.
- Cindy Crawford nel ruolo di Gretchen Saunders, direttore di una concessionaria di auto, nell'episodio Macchine e pollastre della seconda stagione. Doppiata da Francesca Fiorentini.
- Mike Ditka nel ruolo di sé stesso nell'episodio Macchine e pollastre della seconda stagione.
- Doug Savant[4] nel ruolo di Rick, protagonista del reality show The Bachelor, nell'episodio Lo scapolo della seconda stagione. Doppiato da Francesco Bulckaen.
- Trista Rehn nel ruolo di sé stessa nell'episodio Lo scapolo della seconda stagione.
- Brad Paisley (marito di Kimberly Williams-Paisley) nel ruolo di Chad, un ex fidanzato di Cheryl e Dana, nell'episodio Qualcuno da amare (2ª parte), e come Eddie nell'episodio Il cognato, entrambi nella seconda stagione.
- Crystal Bernard nel ruolo di Lisa Christie, una ex fidanzata di Jim, nell'episodio L'anello della seconda stagione.
- Bo Diddley nel ruolo di sé stesso nell'episodio Bo Diddley della seconda stagione.
- Wayne Newton nel ruolo di sé stesso nell'episodio Las Vegas (1ª parte) della terza stagione. Doppiato da Eugenio Marinelli.
- Tom Arnold nel ruolo di Max, un cliente di Jim e Andy, nell'episodio Stress della quarta stagione. Doppiato da Eugenio Marinelli.
- Hugh Hefner nel ruolo di sé stesso nell'episodio La lettera della quinta stagione. Doppiato da Giovanni Petrucci.
- Linda Hamilton[5] nel ruolo di Melissa Evans, una vecchia compagna di college di Jim, nell'episodio Una donna per amico della quinta stagione. Doppiata da Barbara Castracane.
- Erik Estrada nel ruolo di sé stesso nell'episodio Competizione della quinta stagione, e nel ruolo del Diavolo nell'episodio Processo celestiale dell'ottava stagione. Doppiato da Luciano Roffi (ep. Competizione) e da Pasquale Anselmo (ep. Processo celestiale).
- Julie Newmar nel ruolo di Julie, la vicina di casa di Jim e Cheryl, nell'episodio Il rompiscatole della quinta stagione; le vicende dell'episodio prendono spunto dalla reale ostilità che era nata tra James Belushi e la Newmar, sua vicina di casa a Hollywood.[6]
- Joseph Bologna nel ruolo di Bill, il padre di Jim, nell'episodio Caro papà della quinta stagione.
- Lee Majors nel ruolo di Dio negli episodi Jim l'onnipotente della settima stagione e Processo celestiale dell'ottava stagione. Doppiato da Pietro Biondi (stagione 7) e da Rodolfo Bianchi (stagione 8).
- Dylan e Cole Sprouse nel ruolo di sé stessi nell'episodio Risolviamola in tribunale della settima stagione. Doppiati da Jacopo Castagna e Manuel Meli.
- Jamison Belushi (figlia di James Belushi) nel ruolo di Jami McFame, giovane popstar viziata, nell'episodio Un concerto importante dell'ottava stagione.
- Robert Belushi (figlio di James Belushi) nel ruolo di Kyle adolescente, incontrato da Jim nei suoi viaggi nel tempo o onirici. Nel corso della sitcom l'attore ha periodicamente ricoperto anche altri ruoli occasionali, tra cui un pizzaiolo, un istruttore di volo, un cameriere e un giovane papà.